# Акнієт (Жетисайський район)
Акніє́т (каз. Ақниет) — село у складі Жетисайського району Туркестанської області Казахстану. Входить до складу Интимацького сільського округу.
У радянські часи село було частиною села Отділення № 4 совхоза Побєда, до 2001 року — Фрунзе.
Населення — 1365 осіб (2021; 1439 у 2009, 678 у 1999, 654 у 1989).